# Eigenschaft T
In der Mathematik ist Eigenschaft T (auch Kazhdans Eigenschaft T) eine Starrheitseigenschaft topologischer Gruppen, die zuerst von David Kazhdan in den 1960er Jahren betrachtet wurde.
Spätere Entwicklungen zeigten, dass Eigenschaft T in vielen Gebieten der Mathematik eine Rolle spielt, darunter diskrete Untergruppen von Lie-Gruppen, Ergodentheorie, Random Walks, Operatoralgebren, Kombinatorik und theoretische Informatik.
Eine Version, die unter anderem bei Beweisen im Zimmer-Programm verwendet wird, ist die von Vincent Lafforgue eingeführte starke Eigenschaft T.

## Definition
Sei {\displaystyle \pi \colon G\to U({\mathcal {H}})} eine stark stetige, unitäre Wirkung einer topologischen Gruppe {\displaystyle G} auf einem Hilbertraum {\displaystyle {\mathcal {H}}}.
Für eine kompakte Menge {\displaystyle Q\subset G} und {\displaystyle \epsilon >0} heißt ein Vektor {\displaystyle z\in {\mathcal {H}}} {\displaystyle (Q,\epsilon )}-invariant, wenn 
{\displaystyle \sup _{g\in Q}\parallel \pi (g)z-z\parallel <\epsilon \parallel z\parallel }.
{\displaystyle G} hat Eigenschaft T, wenn es eine kompakte Menge {\displaystyle Q\subset G} und ein {\displaystyle \epsilon >0} gibt, so dass es für jede unitäre Wirkung einen {\displaystyle (Q,\epsilon )}-invarianten Vektor gibt.

## Beispiele
- Jede kompakte Gruppe hat Eigenschaft T. Man kann {\displaystyle Q=G} und {\displaystyle \epsilon ={\sqrt {2}}} wählen.
- {\displaystyle \mathbb {R} ^{n}} und {\displaystyle \mathbb {Z} ^{n}} haben Eigenschaft T nicht.
- Eine lokal kompakte Gruppe ist genau dann kompakt, wenn sie mittelbar ist und Eigenschaft T hat.
- {\displaystyle SL(n,\mathbb {R} )} hat genau dann Eigenschaft T, wenn {\displaystyle n\geq 3} ist. Allgemeiner haben für jeden lokalen Körper {\displaystyle K} die Gruppen {\displaystyle SL(n,K)} mit {\displaystyle n\geq 3} und {\displaystyle Sp(2n,K)} mit {\displaystyle n\geq 2} Eigenschaft T.
- Einfache Lie-Gruppen mit {\displaystyle rk_{\mathbb {R} }(G)\geq 2} haben Eigenschaft T.

## Eigenschaften
- Jede lokal kompakte Gruppe mit Eigenschaft T ist kompakt erzeugt. Insbesondere sind Gitter mit Eigenschaft T endlich erzeugt.
- Wenn {\displaystyle G} Eigenschaft T hat, dann hat {\displaystyle G/N} Eigenschaft T für jeden Normalteiler {\displaystyle N}.
- Wenn {\displaystyle G} lokal kompakt, {\displaystyle H\subset G} abgeschlossen und {\displaystyle G/H} ein endliches, reguläres, {\displaystyle G}-invariantes Borel-Maß hat, dann hat {\displaystyle H} genau dann Eigenschaft T, wenn dies auf {\displaystyle G} zutrifft. Insbesondere hat ein Gitter {\displaystyle \Gamma \subset G} genau dann Eigenschaft T, wenn dies auf {\displaystyle G} zutrifft.
- Nach dem Satz von Delorme-Guichardet hat eine Gruppe {\displaystyle G} genau dann Eigenschaft T, wenn sie Eigenschaft FH hat: jede stetige Wirkung durch affine Isometrien auf einem Hilbert-Raum {\displaystyle {\mathcal {H}}} hat einen Fixpunkt. Äquivalent dazu muss {\displaystyle H^{1}(G,\pi )=0} für alle unitären Darstellungen {\displaystyle \pi \colon G\to U({\mathcal {H}})} sein.
- Aus Eigenschaft FH folgt beispielsweise, dass jede Wirkung der Gruppe als Isometrien eines Baumes oder eines hyperbolischen Raumes einen Fixpunkt haben muss, und dass jede orientierungserhaltende, {\displaystyle C^{\infty }}-Wirkung der Gruppe auf dem Kreis über die Wirkung einer endlichen zyklischen Gruppe faktorisiert.